# زولت (جزيرة)

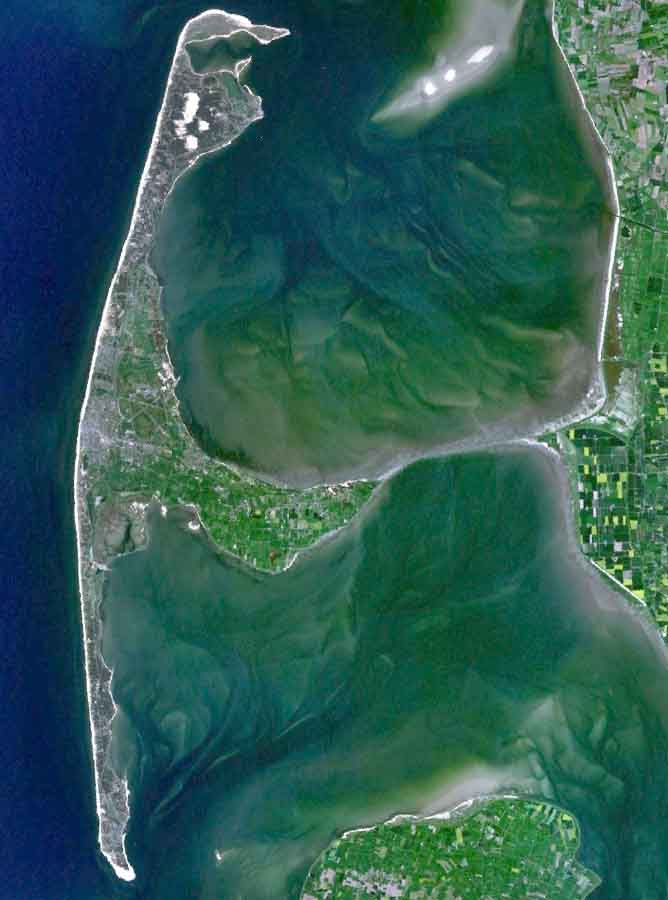
صورة للجزيرة بالأقمار الاصطناعية

زولت (بالألمانية وبالإنكليزية: Sylt، وبالدنماركية: Sild، وبالسولرينغ: Söl) هي جزيرة في شمال ألمانيا بمنطقة نوردفريزلاند ومشهورة بالشكل المميز لسواحلها، وهي تنتمي إلى الجزر الفريزية الشمالية.
زولت هي أكبر جزيرة في فريزيا الشمالية ورابع أكبر جزيرة في ألمانيا ككل، وتعتبر مقصدا سياحيا هاما لشواطئها التي تمتد لحوالى 40 كم. كثيرا ما تظهر جزيرة زولت في وسائل الإعلام بسبب موقعها القريب من بحر الشمال.
ترتبط الجزيرة بالداخل الألماني بممر هيندنبورغدام (بالألمانية: Hindenburgdamm) الذي تم إنشاؤه عام 1927.
حسب إحصاءات ديسمبر 2007، يبلغ عدد سكان الجزيرة 21,190 نسمة.

## المناخ
يظهر الجدول التالي التغييرات المناخية على مدار السنة لسيلت:
| البيانات المناخية لـسيلت         | البيانات المناخية لـسيلت | البيانات المناخية لـسيلت | البيانات المناخية لـسيلت | البيانات المناخية لـسيلت | البيانات المناخية لـسيلت | البيانات المناخية لـسيلت | البيانات المناخية لـسيلت | البيانات المناخية لـسيلت | البيانات المناخية لـسيلت | البيانات المناخية لـسيلت | البيانات المناخية لـسيلت | البيانات المناخية لـسيلت | البيانات المناخية لـسيلت |
| الشهر                            | يناير                    | فبراير                   | مارس                     | أبريل                    | مايو                     | يونيو                    | يوليو                    | أغسطس                    | سبتمبر                   | أكتوبر                   | نوفمبر                   | ديسمبر                   | المعدل السنوي            |
| -------------------------------- | ------------------------ | ------------------------ | ------------------------ | ------------------------ | ------------------------ | ------------------------ | ------------------------ | ------------------------ | ------------------------ | ------------------------ | ------------------------ | ------------------------ | ------------------------ |
| المتوسط اليومي °م (°ف)           | 1.0 (33.8)               | 0.9 (33.6)               | 2.7 (36.9)               | 6.0 (42.8)               | 10.8 (51.4)              | 14.2 (57.6)              | 15.7 (60.3)              | 16.2 (61.2)              | 13.9 (57.0)              | 10.4 (50.7)              | 6.1 (43.0)               | 2.8 (37.0)               | 8.4 (47.1)               |
| الهطول مم (إنش)                  | 57.3 (2.26)              | 35.1 (1.38)              | 44.9 (1.77)              | 39.5 (1.56)              | 41.5 (1.63)              | 55.9 (2.20)              | 62.1 (2.44)              | 72.1 (2.84)              | 82.5 (3.25)              | 88.5 (3.48)              | 94.3 (3.71)              | 71.6 (2.82)              | 745.3 (29.34)            |
| ساعات سطوع الشمس الشهرية         | 46.7                     | 75.3                     | 120.1                    | 179.3                    | 243                      | 246.5                    | 230.7                    | 228.1                    | 147.8                    | 98.3                     | 55.6                     | 42.6                     | 1٬714                    |
| المصدر: الأرصاد الجوية الألمانية |                          |                          |                          |                          |                          |                          |                          |                          |                          |                          |                          |                          |                          |